# Nikolai Nissen Paus

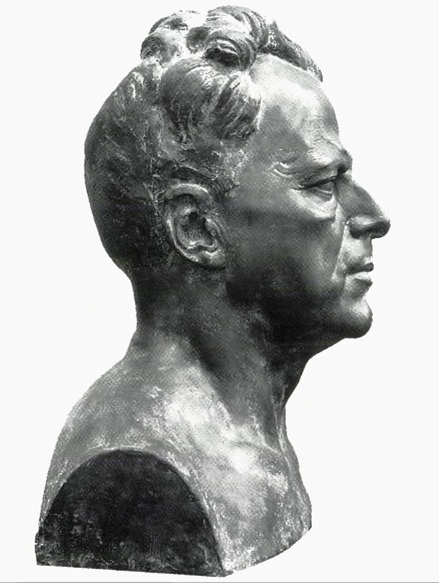
Nikolai Nissen Paus

Nikolai Nissen Paus, född 1877, död 1956, var en norsk läkare (kirurg). Dr. med., överläkare vid Rikshospitalet, direktör vid Vestfold fylkessykehus. President i Norska Röda Korset från 1945 till 1947. Hedersmedlem i Röda Korset 1947.
Han tillhörde släkten Paus och var son till teologen Bernhard Cathrinus Pauss och sonson till redaren Nicolai Nissen Pauss.
Far till Bernhard Paus, läkare och stormästare i Den Norska Frimurarorden.